# Microsoft Office Picture Manager
Microsoft Office Picture Manager (マイクロソフト オフィス ピクチャ マネージャー)は、マイクロソフトが販売するオフィススイートであるMicrosoft Office 2003、2007および2010 に付属されている画像管理ソフトウェア。Microsoft Office XP以前に標準で搭載されていたMicrosoft Photo Editorの代わりに搭載されたソフトウェアといわれるが、Photo Editorで使用できた編集機能の大部分が削除された。代わりに、画像を管理する機能や共有機能が追加され、画像編集を目的としたソフトウェアというよりも画像データを管理するためのソフトウェアとしての側面が重視されている。
Office 2013では廃止された。基本的な機能はWindows フォト ギャラリーで置き換えとされている。

## 概要
Picture Managerでは、画像の明暗を調整したり、トリミング、回転と反転、赤目修正、といった基本的な画像編集や、登録しているフォルダ内のサムネイル表示が可能である。Microsoft Officeアプリケーションと密接に関係しているため、補正した画像をWordやExcelで作成したデータ内に貼り付けることもできる。
しかし、Microsoft Photo Editorでは可能であったスキャナやデジタルカメラからの新しい画像の取り込み、ガンマ値の調整機能、画像イメージを透明にするなどの編集機能の大部分が削除された。他方でPicture Managerには、画像のある場所をショートカットで追加することができるという画像管理機能、ワークグループ内での画像共有や共有画像ライブラリの作成といった共有機能が追加された。
Microsoft Office 2013 以降には付属されていないが、無償公開されているSharePoint Designer 2010をダウンロードし、スタンドアロンアプリとしてインストールすることで利用可能である。

## 関連ソフトウェアの経緯
- Microsoft Officeの付属ソフトウェアとしてその使用権保有者に提供
  - Microsoft Photo Editor - Microsoft Office XPまで付属。

- Microsoft WindowsのOSの使用権保有者に提供
  - Windows 画像と FAX ビューア（Windows フォト ビューアー） - Windows XPとWindows 7以降のOSシステムにdllファイルとして組み込まれて動作。独立したexeファイルは存在しない。
  - Windows フォト ギャラリー - Windows Vistaに付属。Windows 7、8には付属しなかったが、Windows Essentialsの1つとして提供されていた。Windows 8.1以降にもインストールできるが公式には非対応。
  - フォト（Microsoft Photos） - Windows 10以降に標準搭載されているUWPアプリ。Microsoft Storeでも無償配布されている[3]。写真だけでなく動画編集や、それらの自動分類も可能。マイクロソフトは公式に「Picture Manager の後継[4]」であると発表している。

## 参考資料
- Microsoft Office Online 「Microsoft Office Picture Managerについて」